# Pijptabak

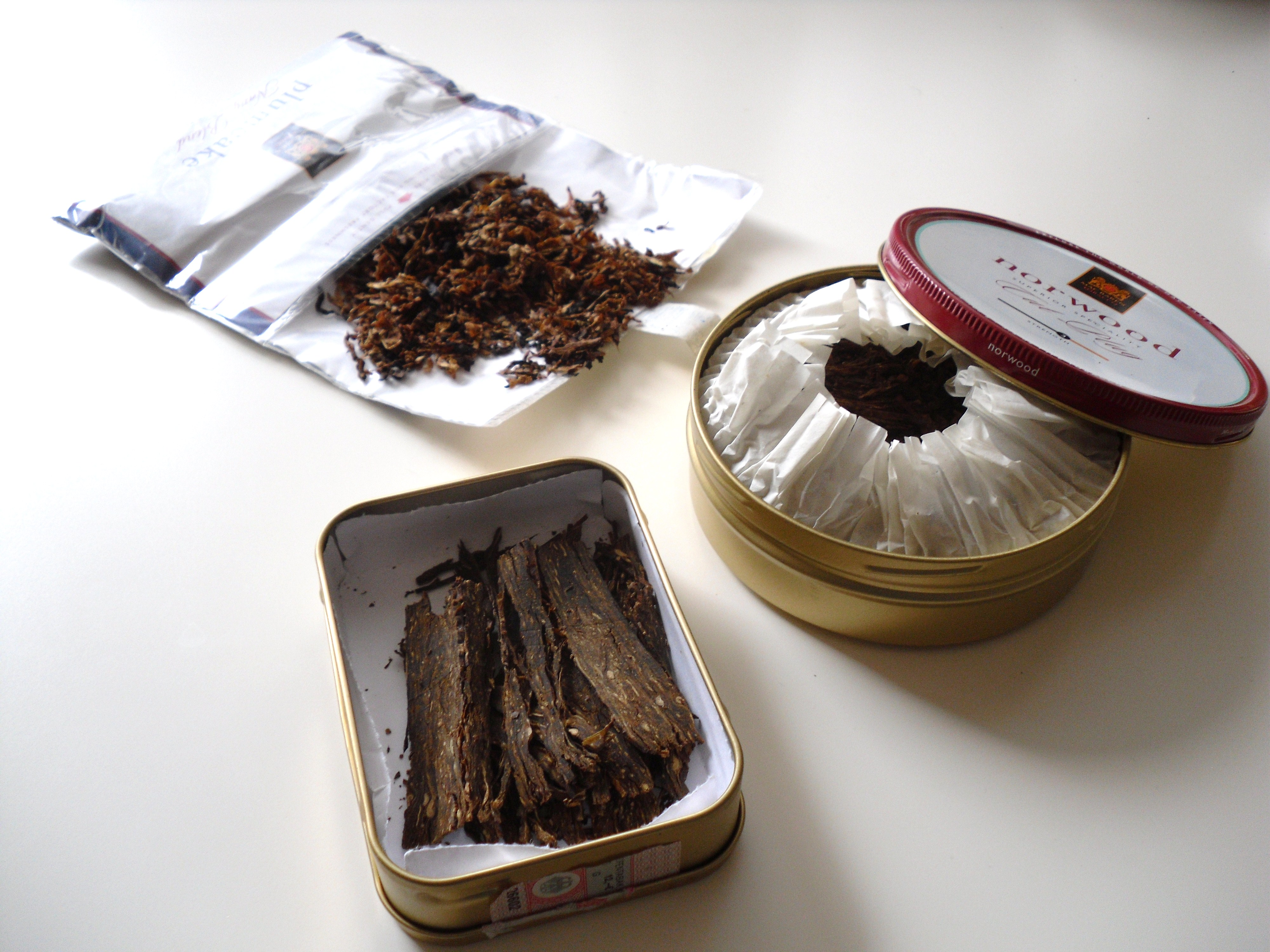
Pijptabak in diverse vormen

Pijptabak is tabak die gerookt wordt in een pijp. De smaak van pijptabak wordt bepaald door de herkomst van de tabakbladeren, de wijze van fermentatie, de wijze van snijden (kerven) en de eventuele toevoeging van smaakstoffen (sausen). Daarnaast draagt de vorm van de pijp en de wijze van vullen (stoppen) bij aan de smaakbeleving.

## Kerven
De breedte van de gesneden tabaksbladeren heeft invloed op de verbranding. Hoe fijner de snijding, des te gemakkelijker de ontbranding, en des te hoger de temperatuur. Met de vorm van de pijpkop kan de verbrandingswijze beinvloed worden. Tabak met een snedebreedte kleiner dan 1 mm wordt Shag genoemd en als sigaret gerookt.

### Snedebreedte 1 mm
Dit is de smalste wijze van kerven als pijptabak. Het wordt Baaitabak genoemd.

### Snedebreedte 3 mm
Deze iets grovere breedte heet Krul, of Varinas. Varinas verwijst naar de stad in het Zuid-Amerikaanse Venezuela die in de negentiende eeuw bekend stond om hoge kwaliteit tabak.

### Snedebreedte 4 mm
Dit is de breedste snijding en wordt Middel, of Portorico genoemd. 

## Sausen
Sausen is het proces van het toevoegen van aroma. Enkele bekende merken van gesausde pijptabak zijn MacBaren, Alsbo, Peterson en Dunhill. Vele soorten zijn afkomstig uit Denemarken. 
Ongesausde tabak wordt ook wel natuurtabak genoemd. Hiervan bestaat nog een aantal artisanaal gekweekte soorten afkomstig uit België, zoals Wervik, Semois en Appelterre. Hollandse pijptabak is in principe ongesausd.

## Verkoop
In eerste instantie werd pijptabak vanuit grote winkelpotten verkocht en geleverd in wikkels en zakken. Later kwamen daar de bekende blikken bij. Bij de invoering van de Tabakswet in 1921, werden wettelijke eisen gesteld aan de manier van verpakken voor verkoop. Bijvoorbeeld dat er alleen gesloten verpakkingen verkocht mogen worden door winkeliers. Met de verdere aanscherping van de tabakswet, zijn er regels gekomen die de producent verplicht om waarschuwingen op de verpakking aan te brengen die wijzen op de gezondheidsrisico's van het roken van tabak. Er zijn ook regels die de mate van reclame maken inperken.

## Gezondheid
Het roken van pijptabak is, net als alle andere tabak, schadelijk voor de gezondheid.